# Bad Hersfelder Lollslauf
Der Bad Hersfelder Lollslauf wird jährlich zu Beginn des ältesten Volksfestes Deutschlands, dem Lullusfest, vom Ski-Club-Neuenstein e.V. 1978 ausgetragen. 2015 war er mit 4689 Teilnehmern der fünftgrößte Volks- und Straßenlauf in Hessen.

## Geschichte

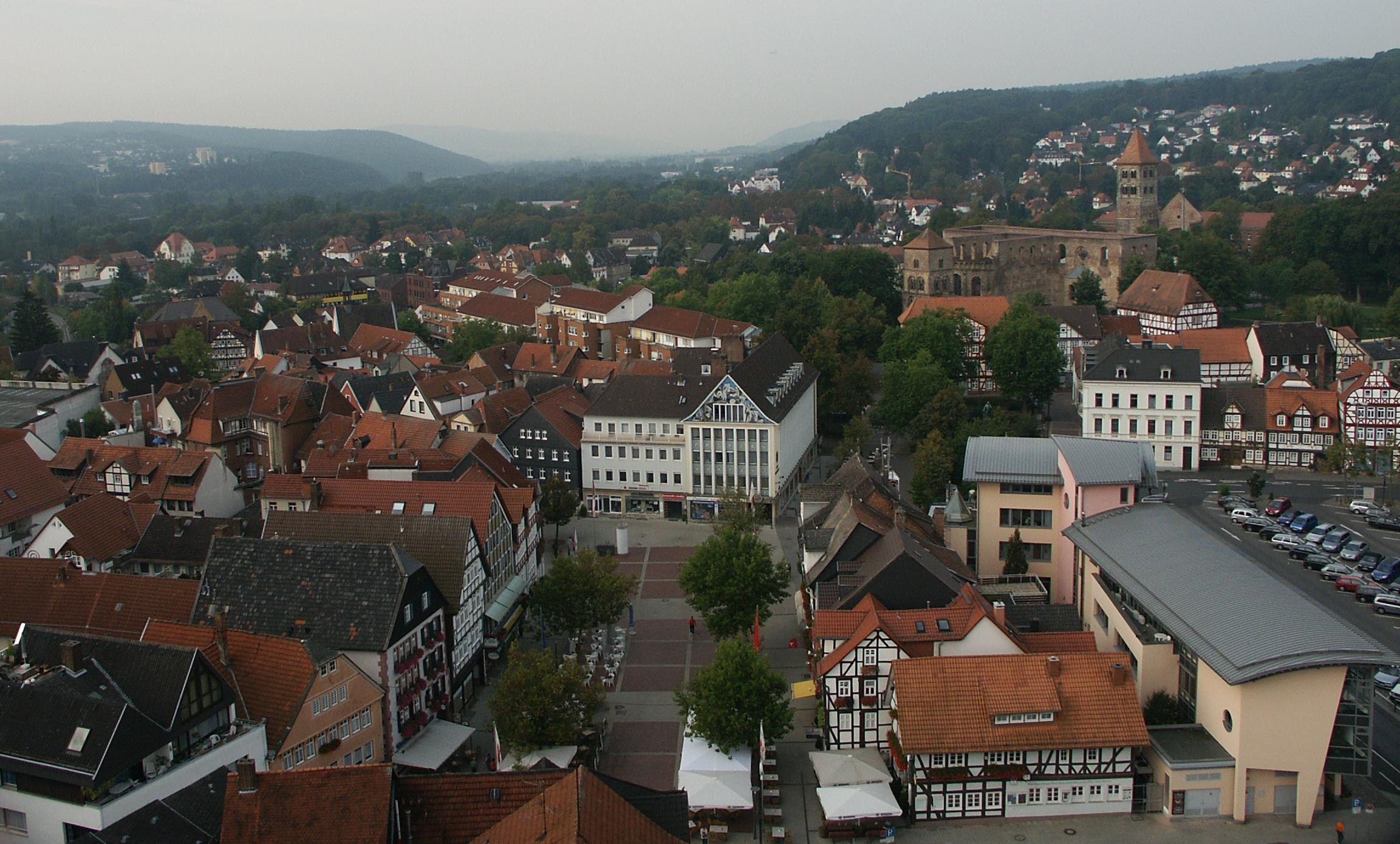
Start und Ziel des Lollslaufs befindet sich auf dem Linggplatz

Der Bad Hersfelder Lollslauf wurde erstmals im Jahr 2000 ausgetragen. Seit 2012 befindet sich das Wettkampfzentrum in der Schilde-Halle auf dem ehemaligen Gelände der Schilde AG. 2003, 2014, 2019 und 2022 war der Lollslauf Austragungsort der Hessischen Meisterschaften im Halbmarathon; 2005 der Hessischen Meisterschaften im Straßenlauf über 10 km. 2007 und 2008 bestand mit dem „Nord-Osthessen-Cup“ eine Kombiwertung mit dem Kassel-Marathon (Marathon in Kassel, Halbmarathon in Bad Hersfeld).
Sowie Winfried Aufenanger, zwanzig Jahre lang ehrenamtlich Verbandstrainer der Marathonläufer des Deutschen Leichtathletik-Verbands (DLV), als auch Werner Damm, langjähriger stellvertretender Sportchef des Hessischen Rundfunks, übernahmen bereits mehrmals die Moderation des Lollslaufes. Seit dem Jahr 2022 erfolgt die Moderation durch Dennie Klose.

## Streckenverlauf

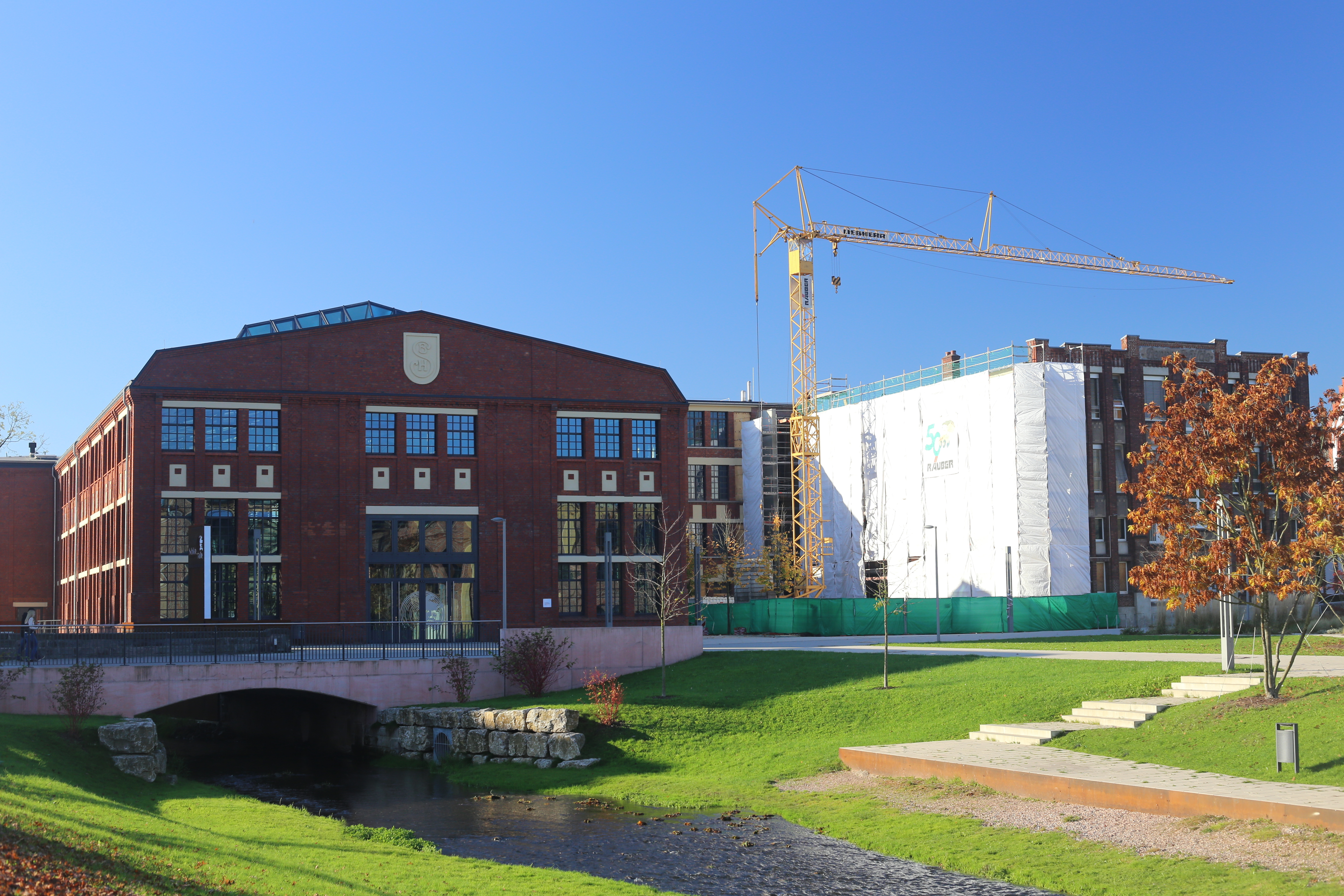
In der Schilde-Halle befindet sich das Wettkampfzentrum

Die Laufstrecke des Bad Hersfelder Lollslaufes führt ausgehend vom Linggplatz über das Peterstor (B 324) ins Fuldatal, in welchem sie zwischen dem Fußballplatz des „FSV Hohe Luft“ und dem Sportplatz der „SG Hessen Hersfeld“ verläuft. Durch den Kurpark und vorbei an der Stiftsruine Bad Hersfeld wird wieder die Innenstadt erreicht. Während die Halbmarathonläufer diese Runde zweimal laufen, folgen die 5-km-Läufer nur einem Teil der Strecke und zweigen bereits über die Berliner Straße wieder Richtung Innenstadt ab. Die gesamte Strecke ist durchgehend asphaltiert oder gepflastert.
Die 10-km- und die Halbmarathonstrecke sind offiziell vermessene Laufstrecken nach DLV-Norm und sowohl im Einzel- als auch im Mannschaftsergebnis bestenlistenfähig.

## Statistik

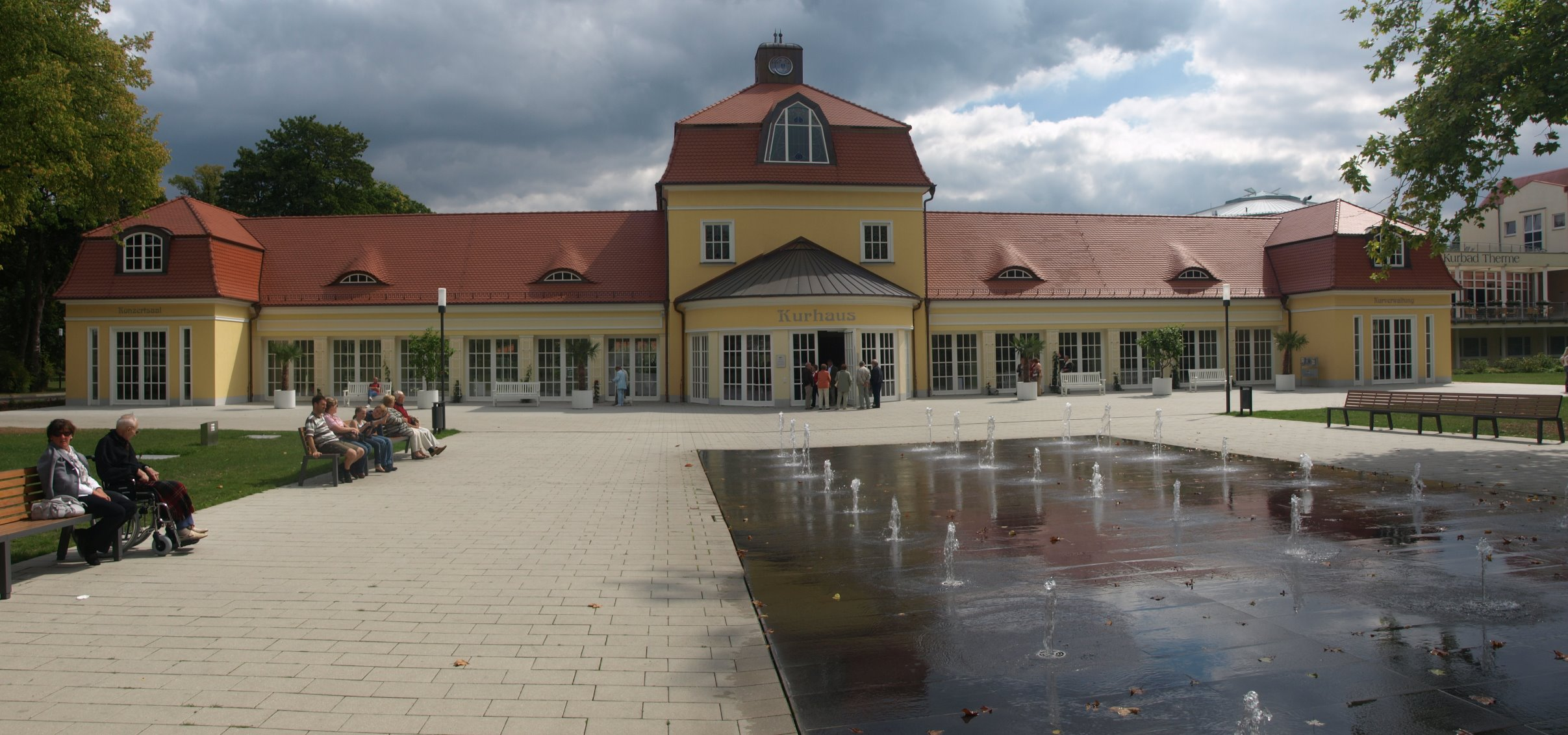
Das Kurhaus liegt direkt an der Laufstrecke

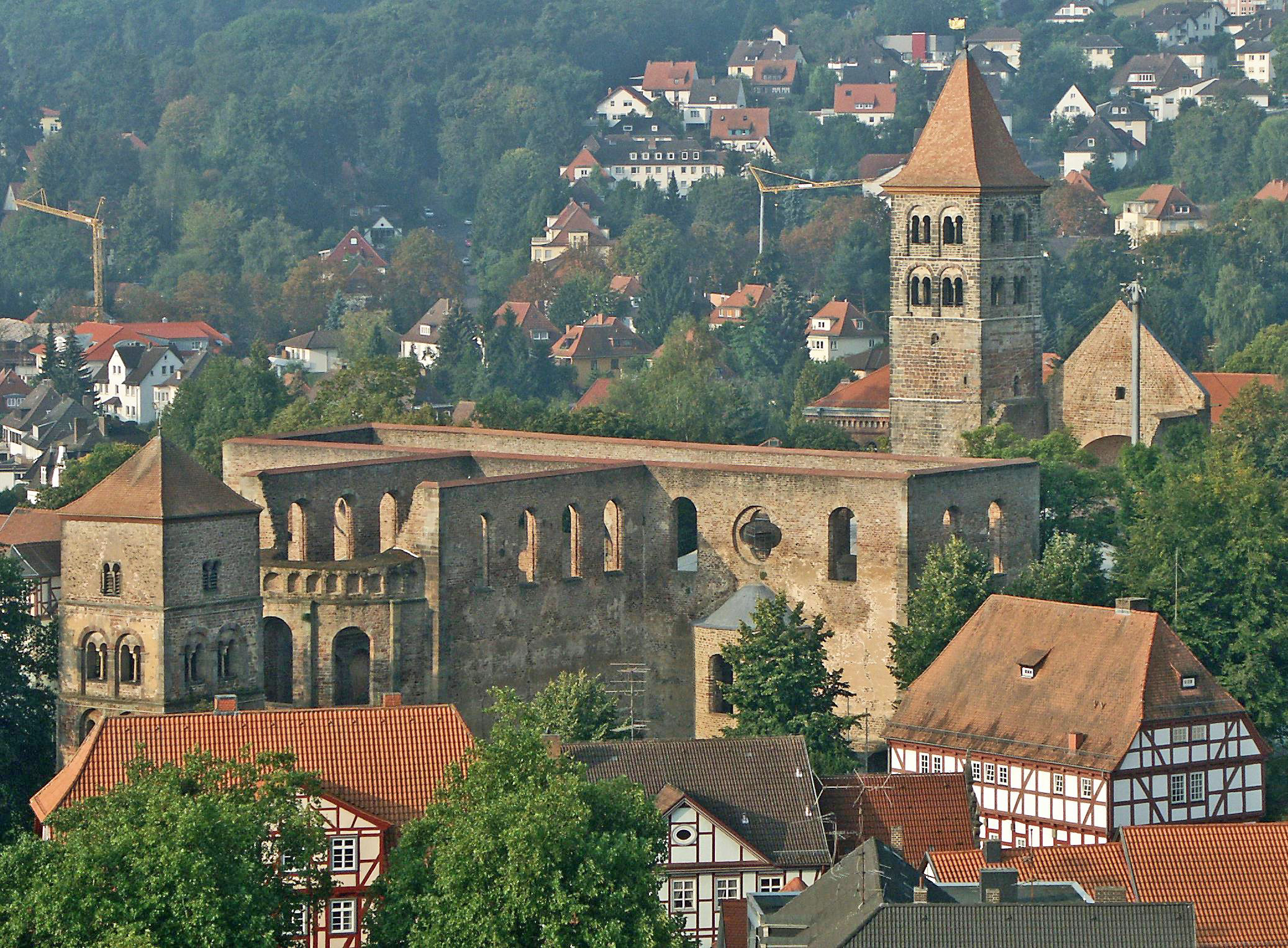
Auch die Stiftsruine wird unterwegs passiert

### Streckenrekorde
Halbmarathon
- Männer: 1:03:15 h, Rodgers Rop (KEN), 2003
- Frauen: 1:13:31 h, Dorota Gruca (POL), 2002

10 km
- Männer: 30:12 min, Terefe Desalegn (ETH), 2005
- Frauen: 34:08 min, Simret Restle (GER), 2005

5 km
- Männer: 16:14 min, Philipp Stuckhardt (GER), 2018
- Frauen: 18:08 min, Katerina Divisova (CZE), 2018

Schülerlauf 1,3 km
- Männer: 03:13 min, Florian Orth (GER), 2004
- Frauen: 04:10 min, Iva Giselova (CZE), 2019

### Siegerlisten

#### Halbmarathon
| Datum         | Männer                                       | Zeit                                         | Frauen                                       | Zeit                                         |
| ------------- | -------------------------------------------- | -------------------------------------------- | -------------------------------------------- | -------------------------------------------- |
| 13. Okt. 2024 | Lorenz Rau                                   | 1:10:31                                      | Alena Proschinger                            | 1:29:23                                      |
| 15. Okt. 2023 | Philipp Stuckhardt                           | 1:09:49                                      | Julia Franke                                 | 1:31:00                                      |
| 9. Okt. 2022  | Marcel Krieghoff -2- 1                       | 1:11:22                                      | Laura Hottenrott 2                           | 1:18:09                                      |
| Okt. 2021     | virtueller Lauf mit Plogging                 | virtueller Lauf mit Plogging                 | virtueller Lauf mit Plogging                 | virtueller Lauf mit Plogging                 |
| 11. Okt. 2020 | n/a, da wegen der COVID-19-Pandemie abgesagt | n/a, da wegen der COVID-19-Pandemie abgesagt | n/a, da wegen der COVID-19-Pandemie abgesagt | n/a, da wegen der COVID-19-Pandemie abgesagt |
| 13. Okt. 2019 | Julian Häßner / Philipp Häßner 3             | 1:10:07                                      | Nina Voelckel 4                              | 1:24:51                                      |
| 14. Okt. 2018 | Jens Nerkamp -3-                             | 1:11:01                                      | Lisa Hahner -6-                              | 1:18:22                                      |
| 15. Okt. 2017 | Ilyas Iman (SOM)                             | 1:11:10                                      | Sabina Stübner                               | 1:31:59                                      |
| 9. Okt. 2016  | Marcel Krieghoff                             | 1:10:34                                      | Astrid Staubach -3-                          | 1:28:13                                      |
| 11. Okt. 2015 | Jens Nerkamp -2-                             | 1:07:03                                      | Lisa Hahner -5-                              | 1:14:05                                      |
| 12. Okt. 2014 | Jens Nerkamp 5                               | 1:09:22                                      | Lisa Hahner / Anna Hahner -4- 6              | 1:16:13                                      |
| 13. Okt. 2013 | Alexander Heun -2-                           | 1:15:19                                      | Lisa Hahner / Anna Hahner -3-                | 1:14:21                                      |
| 14. Okt. 2012 | Alexander Heun                               | 1:13:48                                      | Lisa Hahner -2-                              | 1:21:44                                      |
| 9. Okt. 2011  | Ybekal Daniel Berye (ETH)                    | 1:10:15                                      | Silvia Nierula                               | 1:30:07                                      |
| 10. Okt. 2010 | Tim-Henning Förster                          | 1:15:14                                      | Astrid Staubach -2-                          | 1:28:09                                      |
| 11. Okt. 2009 | Markus Jahn -2-                              | 1:14:14                                      | Katrin Arndt                                 | 1:22:35                                      |
| 12. Okt. 2008 | Jörg Krone                                   | 1:16:36                                      | Astrid Staubach                              | 1:30:58                                      |
| 14. Okt. 2007 | Markus Kessler / Julian Flügel / Markus Jahn | 1:17:03                                      | Lisa Hahner / Anna Hahner                    | 1:29:16                                      |
| 15. Okt. 2006 | Sascha Wingenfeld                            | 1:13:06                                      | Katja Funck                                  | 1:29:51                                      |
| 9. Okt. 2005  | Thomas Bartholome                            | 1:09:25                                      | Daniela Jakobler                             | 1:25:17                                      |
| 10. Okt. 2004 | Carsten Wenzek                               | 1:08:39                                      | Regina Blatz                                 | 1:27:29                                      |
| 12. Okt. 2003 | Rodgers Rop (KEN) 7                          | 1:03:15                                      | Irene Jerotich (KEN) 8                       | 1:15:47                                      |
| 13. Okt. 2002 | Elijah Kitur (KEN)                           | 1:04:16                                      | Dorota Gruca (POL)                           | 1:13:31                                      |
| 14. Okt. 2001 | Fransis Naail (TZA)                          | 1:03:37                                      | Lilian Chelimo (KEN)                         | 1:15:39                                      |
| 15. Okt. 2000 | Djillali Abdessalem (DZA)                    | 1:06:45                                      | Monika Wöhleke                               | 1:30:51                                      |

#### 10 km
| Datum         | Männer                                       | Zeit                                         | Frauen                                       | Zeit                                         |
| ------------- | -------------------------------------------- | -------------------------------------------- | -------------------------------------------- | -------------------------------------------- |
| 13. Okt. 2024 | Moritz Wernick                               | 34:45                                        | Nadine Hübel -4-                             | 37:48                                        |
| 15. Okt. 2023 | Philipp Stuckhardt -2-                       | 34:04                                        | Nina-Juliette Tätzsch                        | 40:37                                        |
| 9. Okt. 2022  | Bednarský Voytech (CZE)                      | 34:37                                        | Nadine Hübel -3-                             | 37:51                                        |
| 10. Okt. 2021 | Lorenz Funck                                 | 38:07                                        | Nadine Hübel -2-                             | 40:47                                        |
| 11. Okt. 2020 | n/a, da wegen der COVID-19-Pandemie abgesagt | n/a, da wegen der COVID-19-Pandemie abgesagt | n/a, da wegen der COVID-19-Pandemie abgesagt | n/a, da wegen der COVID-19-Pandemie abgesagt |
| 13. Okt. 2019 | Marcel Krieghoff -2-                         | 32:57                                        | Nadine Hübel                                 | 38:33                                        |
| 14. Okt. 2018 | Philipp Stuckhardt                           | 32:25                                        | Franziska Richter                            | 45:08                                        |
| 15. Okt. 2017 | Marcel Krieghoff                             | 32:26                                        | Anna Hahner                                  | 35:05                                        |
| 9. Okt. 2016  | Ilyas Iman (SOM) -2-                         | 33:58                                        | Lisa Hahner                                  | 39:20                                        |
| 11. Okt. 2015 | Maximilian Knof                              | 34:50                                        | Sewnet Asrat Ayano (ETH)                     | 38:14                                        |
| 12. Okt. 2014 | Ilyas Iman (SOM)                             | 32:42                                        | Petra Freudenberger-Lötz                     | 40:31                                        |
| 13. Okt. 2013 | Baher Musa Mummand (ETH)                     | 32:41                                        | Nina Engelhard                               | 40:36                                        |
| 14. Okt. 2012 | Friedrich Schenk                             | 32:36                                        | Silvia Nierula -2-                           | 40:25                                        |
| 9. Okt. 2011  | Marcel Glaser                                | 33:59                                        | Antje Krause                                 | 41:12                                        |
| 10. Okt. 2010 | Heiko Baier -2-                              | 31:37                                        | Melanie Räder                                | 41:05                                        |
| 11. Okt. 2009 | Michael Wagner                               | 33:30                                        | Nadine Hübel                                 | 37:44                                        |
| 12. Okt. 2008 | Dirk Schilde                                 | 33:05                                        | Monika Wöhleke                               | 40:48                                        |
| 14. Okt. 2007 | Sascha Wingenfeld                            | 33:09                                        | Stefanie Wiesmaier -2-                       | 37:51                                        |
| 15. Okt. 2006 | Friedrich Schenk                             | 32:40                                        | Stefanie Wiesmaier                           | 37:53                                        |
| 9. Okt. 2005  | Terefe Desalegn (ETH)                        | 30:12                                        | Simret Restle                                | 34:08                                        |
| 10. Okt. 2004 | Heiko Baier                                  | 31:30                                        | Britt Götte                                  | 39:36                                        |
| 12. Okt. 2003 | Daniel Wienbreier                            | 31:48                                        | Silvie Nierula                               | 40:47                                        |
| 13. Okt. 2002 | Andreas Fischer -2-                          | 33:54                                        | ?                                            | ?                                            |
| 14. Okt. 2001 | Andreas Fischer                              | 33:26                                        | ?                                            | ?                                            |
| 15. Okt. 2000 | ?                                            | ?                                            | ?                                            | ?                                            |

#### 5 km
| Datum         | Männer                                       | Zeit                                         | Frauen                                       | Zeit                                         |
| ------------- | -------------------------------------------- | -------------------------------------------- | -------------------------------------------- | -------------------------------------------- |
| 13. Okt. 2024 | Tom Ring                                     | 16:42                                        | Bibiane Kronemann                            | 20:38                                        |
| 15. Okt. 2023 | Aurelius Röth                                | 17:29                                        | Viktoria Wild                                | 22:12                                        |
| 9. Okt. 2022  | Bednarský Vojtch (CZE)                       | 16:57                                        | Madita Hendriks                              | 20:10                                        |
| 10. Okt. 2021 | Mark Andree Sippel                           | 16:46                                        | Mandana Hoffmann                             | 20:18                                        |
| 11. Okt. 2020 | n/a, da wegen der COVID-19-Pandemie abgesagt | n/a, da wegen der COVID-19-Pandemie abgesagt | n/a, da wegen der COVID-19-Pandemie abgesagt | n/a, da wegen der COVID-19-Pandemie abgesagt |
| 13. Okt. 2019 | Tomas Krivohlavek (CZE)                      | 16:59                                        | Iva Giselova (CZE)                           | 20:03                                        |
| 14. Okt. 2018 | Philipp Stuckhardt -4-                       | 16:14                                        | Katerina Divisova (CZE) -3-                  | 18:08                                        |
| 15. Okt. 2017 | Anbessajer Hagos Bisrat (ERI)                | 16:50                                        | Carmen Seitz-Adam                            | 21:45                                        |
| 9. Okt. 2016  | Philipp Stuckhardt -3-                       | 16:53                                        | Katerina Divisova (CZE) -2-                  | 18:50                                        |
| 11. Okt. 2015 | Maximilian Knof -5-                          | 16:50                                        | Katerina Divisova (CZE)                      | 18:45                                        |
| 12. Okt. 2014 | Maximilian Knof -4-                          | 17:01                                        | Romy Mey (FRA) -2-                           | 19:23                                        |
| 13. Okt. 2013 | Maximilian Knof -3-                          | 16:49                                        | Romy Mey (FRA)                               | 19:22                                        |
| 14. Okt. 2012 | Daniel Latzel                                | 17:19                                        | Kira Reinhardt                               | 21:17                                        |
| 9. Okt. 2011  | Philipp Stuckhardt -2-                       | 17:55                                        | Ellen Weber                                  | 21:02                                        |
| 10. Okt. 2010 | Philipp Stuckhardt                           | 17:38                                        | Ute Schauenberg                              | 22:43                                        |
| 11. Okt. 2009 | Maximilian Knof -2-                          | 19:09                                        | Silke Altmann -2-                            | 22:27                                        |
| 12. Okt. 2008 | Maximilian Knof                              | 18:20                                        | Lisa Lißmann -2-                             | 22:33                                        |
| 14. Okt. 2007 | Johannes Wennmacher                          | 18:05                                        | Lisa Lißmann                                 | 23:06                                        |
| 15. Okt. 2006 | Steffen Denk                                 | 18:26                                        | Silke Altmann                                | 22:51                                        |
| 9. Okt. 2005  | Jannik Ernst                                 | 16:50                                        | Lisa Hübner                                  | 18:37                                        |

## Trivia
- Kurz vor Start eines jeden Rennens des Lollslaufes rufen alle Läufer traditionell den Schlachtruf Enner, zwoon, dräi - Bruder Lolls! zu Lullus Ehren.[3]
- Beim Mannschaftslauf erhält jede Mannschaft vor dem Start eine nicht brennende Fackel, die bis ins Ziel mitgeführt werden muss und ungefähr nach 9,5 Kilometern an der Feuerstation in eine bereits brennende Fackel umgetauscht wird. Der Träger dieser Fackel löst im Ziel dann auch die Zeitnahme aus, unabhängig davon, ob die Fackel noch am Brennen ist oder nicht. Der traditionelle Mannschaftslauf ist auch im Logo des Lollslaufes abgebildet.[4]
- 2007 begannen Lisa und Anna Hahner beim Halbmarathon des Bad Hersfelder Lollslaufes in einer Zeit von 1:29 h ihre erfolgreiche Sportlerkarriere.